# The Massacre
The Massacre (englisch für Das Blutbad oder Das Massaker) ist das zweite Studioalbum des US-amerikanischen Rappers 50 Cent. Es erschien am 8. März 2005 über Shady Records und Aftermath Entertainment.

## Produktion und Samples
An der Entstehung des Albums waren mehrere Produzenten beteiligt. Eminem, Entdecker von 50 Cent, ist für das Intro, sowie die Lieder I’m Supposed to Die Tonight (mit Luis Resto), Gatman and Robbin’ und My Toy Soldier verantwortlich. Dr. Dre produzierte zusammen mit Mike Elizondo Outta Control und Gunz Come Out. Beide sind neben 50 Cent auch ausführende Produzenten des Albums. Weitere Produzenten sind Scott Storch (Candy Shop, Just a Lil Bit, Build You Up) und J.R. (Position of Power, So Amazing). Buckwild produzierte den Song I Don’t Need ’Em und die Beats zu den Titeln Piggy Bank und God Gave Me Style stammen von Needlz. Hi-Tek zeigt sich für Get in My Car verantwortlich und der mittlerweile verstorbene Disco D produzierte das Lied Ski Mask Way. Black Jeruz schuf in Zusammenarbeit mit Sha Money XL den Beat zu This Is 50, während Cool & Dre den Song Hate It or Love It (G-Unit Remix) produzierten. Außerdem produzierten C. Styles und Bang Out zusammen die Stücke In My Hood und Disco Inferno. Der Beat des Liedes A Baltimore Love Thing stammt von Cue Beats.
Das Lied Candy Shop enthält ein Sample des Stücks Love Break des Salsoul Orchestra.

## Versionen
Eine Neuauflage des Albums erschien am 6. September 2005, diesmal mit einem Remix des Songs Outta Control, der von Mobb Deep produziert wurde. Des Weiteren wurde der Bonustrack Hate It or Love It (G-Unit Remix) aufgrund des Beefs mit The Game entfernt. Außerdem gab es als Bonusbeilage eine DVD, die einige Videoclips der Lieder von der CD, sowie eine Vorschau auf 50 Cents Film Get Rich or Die Tryin’ enthielt.
In Amerika existiert auch eine „zensierte“ Version, in der verschiedene Textstellen entfernt wurden.
Das Album wurde erst nach Veröffentlichung Journalisten zugänglich gemacht, um das vorzeitige Auftauchen in Tauschbörsen zu verhindern.

## Covergestaltung
Das Albumcover zeigt 50 Cent mit freiem Oberkörper, er trägt eine Cap mit der Aufschrift G Unit. Der Hintergrund ist in weiß gehalten, im rechten oberen Teil steht 50 Cent und The Massacre.

## Gastbeiträge
Auf sechs Liedern des Albums sind Gastbeiträge anderer Künstler enthalten. Die Sängerin Olivia ist an der Hit-Single Candy Shop und beim Song So Amazing beteiligt, während Tony Yayo den Rapper auf My Toy Soldier unterstützt. 50 Cents Labelchef Eminem ist bei Gatman and Robbin’ zu hören und der Sänger Jamie Foxx tritt auf Build You Up in Erscheinung. Auf dem Track Hate It or Love It (G-Unit Remix), der auf einigen Versionen des Albums enthalten ist, sind die G-Unit-Mitglieder Lloyd Banks, Young Buck und Tony Yayo sowie auch The Game, mit dem 50 Cent später Beef hatte, vertreten.

## Titelliste
| #  | Titel                                         | Gastbeiträge                                  | Produzent(en)              | Dauer |
| -- | --------------------------------------------- | --------------------------------------------- | -------------------------- | ----- |
| 1  | Intro                                         |                                               | Eminem                     | 0:41  |
| 2  | In My Hood                                    |                                               | C. Styles & Bang Out       | 3:51  |
| 3  | This Is 50                                    |                                               | Black Jeruz & Sha Money XL | 3:04  |
| 4  | I’m Supposed to Die Tonight                   |                                               | Eminem & Luis Resto        | 3:51  |
| 5  | Piggy Bank                                    |                                               | Needlz                     | 4:15  |
| 6  | Gatman and Robbin’                            | Eminem                                        | Eminem                     | 3:46  |
| 7  | Candy Shop                                    | Olivia                                        | Scott Storch               | 3:29  |
| 8  | Outta Control                                 |                                               | Dr. Dre & Mike Elizondo    | 3:21  |
| 9  | Get in My Car                                 |                                               | Hi-Tek                     | 4:05  |
| 10 | Ski Mask Way                                  |                                               | Disco D                    | 3:05  |
| 11 | A Baltimore Love Thing                        |                                               | Cue Beats                  | 4:17  |
| 12 | Ryder Music                                   |                                               | Hi-Tek                     | 3:51  |
| 13 | Disco Inferno                                 |                                               | C. Styles & Bang Out       | 3:34  |
| 14 | Just a Lil Bit                                |                                               | Scott Storch               | 3:57  |
| 15 | Gunz Come Out                                 |                                               | Dr. Dre & Mike Elizondo    | 4:24  |
| 16 | My Toy Soldier                                | Tony Yayo                                     | Eminem                     | 3:44  |
| 17 | Position of Power                             |                                               | Jonathan „J.R.“ Rotem      | 3:12  |
| 18 | Build You Up                                  | Jamie Foxx                                    | Scott Storch               | 2:55  |
| 19 | God Gave Me Style                             |                                               | Needlz                     | 3:01  |
| 20 | So Amazing                                    | Olivia                                        | Jonathan „J.R.“ Rotem      | 3:16  |
| 21 | I Don’t Need ’Em                              |                                               | Buckwild                   | 3:20  |
| 22 | Hate It or Love It (G Unit Remix) (Bonussong) | The Game, Lloyd Banks, Tony Yayo & Young Buck | Cool & Dre                 | 4:24  |

## Informationen zu den Liedern
Piggy Bank ist eine Antwort auf Ja Rules Lied New York aus dem gleichen Jahr. 50 Cent greift darauf neben Ja Rule explizit Jadakiss, Shyne und Fat Joe an.
Candy Shop wurde mit der Contemporary-R&B-Sängerin Olivia aufgenommen. Es wurde von Scott Storch produziert und enthält ein Sample des Liedes Love Break des Salsoul Orchestra.
Das sehr schlüpfrige Video zu Disco Inferno wurde von MTV boykottiert. Es zeigt 50 Cent in einem Stripclub und ist in Schwarz-weiß gehalten. Es war für den Grammy nominiert.
Outta Control erschien als vierte Single des Albums in einer Remix-Version, die auch auf der Special Edition des Albums erhältlich ist. Später wurde es als Bonustrack auf dem Album Blood Money des Rapduos Mobb Deep wiederveröffentlicht. Mobb Deep selbst sind als Featuregäste auf dem Song vertreten und beteiligten sich auch an dem Songwriting des Remix. Auf der Originalversion sind sie nicht vertreten.

## Rezeption

### Kritiken
The Massacre wurde von Kritikern überwiegend durchschnittlich bis positiv bewertet. Die Seite Metacritic errechnete aus 26 Kritiken englischsprachiger Medien einen Schnitt von 66 %.
Eberhard Dobler von laut.de bewertete das Album mit drei von möglichen fünf Punkten. 50 Cent gehe auf The Massacre „trotz top-produzierter Beats und schmissiger Hooks zu berechnend zu Werke,“ wodurch es „wie ein, zugegeben wohlschmeckender, Aufguss seines G-Unit-Debüts Beg for Mercy“ klinge.

### Auszeichnungen
Bei den Grammy Awards 2006 wurde The Massacre in der Kategorie Best Rap Album nominiert, unterlag jedoch Late Registration von Kanye West. Das Album erhielt bei den Billboard Music Awards 2005 die Auszeichnung Album of the Year.

## Kommerzieller Erfolg

### Chartplatzierungen und Singles
Das Album stieg in der 12. Kalenderwoche des Jahres 2005 auf der Spitzenposition der deutschen Charts ein und belegte in den folgenden Wochen die Plätze 2; 7 und 6. Insgesamt hielt sich The Massacre 39 Wochen in den Top 100. In den USA stieg das Album ebenfalls auf Platz 1 ein und verließ die Charts nach 57 Wochen. In den deutschen Jahrescharts 2005 belegte der Tonträger Rang 8.
| ChartsChartplatzierungen       | Höchstplatzierung | Wochen |
| ------------------------------ | ----------------- | ------ |
| Deutschland (GfK)              | 1 (39 Wo.)        | 39     |
| Österreich (Ö3)                | 2 (32 Wo.)        | 32     |
| Schweiz (IFPI)                 | 2 (46 Wo.)        | 46     |
| Vereinigte Staaten (Billboard) | 1 (57 Wo.)        | 57     |
| Vereinigtes Königreich (OCC)   | 1 (41 Wo.)        | 41     |

| ChartsJahrescharts (2005)      | Platzierung |
| ------------------------------ | ----------- |
| Deutschland (GfK)              | 8           |
| Österreich (Ö3)                | 19          |
| Schweiz (IFPI)                 | 11          |
| Vereinigte Staaten (Billboard) | 1           |
| Vereinigtes Königreich (OCC)   | 29          |

Als Singles wurden Disco Inferno, Candy Shop, Just a Lil Bit und Outta Control (Remix) veröffentlicht. Candy Shop erhielt für mehr als 750.000 verkaufte Einheiten in Deutschland eine fünffache Goldene Schallplatte.

### Auszeichnungen für Musikverkäufe
Weltweit verkaufte sich The Massacre über 11,2 Millionen Mal, davon gingen allein in den USA mehr als sechs Millionen Exemplare über den Ladentisch, weshalb es demzufolge dort sechsfach Platin erhielt. Auch in Deutschland erreichte das Album für mehr als 400.000 verkaufte Einheiten doppelten Platin-Status.
| Land/Region                  | Auszeichnungen für Musikverkäufe (Land/Region, Auszeichnung, Verkäufe) | Verkäufe    |
| ---------------------------- | ---------------------------------------------------------------------- | ----------- |
| Australien (ARIA)            | Platin                                                                 | 70.000      |
| Belgien (BRMA)               | Gold                                                                   | 25.000      |
| Dänemark (IFPI)              | 2× Platin                                                              | 40.000      |
| Deutschland (BVMI)           | 2× Platin                                                              | 400.000     |
| Europa (IFPI)                | Platin                                                                 | (1.000.000) |
| Frankreich (SNEP)            | Gold                                                                   | 100.000     |
| Griechenland (IFPI)          | Gold                                                                   | 10.000      |
| Irland (IRMA)                | 2× Platin                                                              | 30.000      |
| Italien (FIMI)               | Gold                                                                   | 25.000      |
| Japan (RIAJ)                 | Gold                                                                   | 100.000     |
| Kanada (MC)                  | 3× Platin                                                              | 300.000     |
| Neuseeland (RMNZ)            | 4× Platin                                                              | 60.000      |
| Österreich (IFPI)            | Gold                                                                   | 15.000      |
| Portugal (AFP)               | Gold                                                                   | 10.000      |
| Russland (NFPF)              | 3× Platin                                                              | 60.000      |
| Schweiz (IFPI)               | Platin                                                                 | 40.000      |
| Vereinigte Staaten (RIAA)    | 6× Platin                                                              | 6.000.000   |
| Vereinigtes Königreich (BPI) | 3× Platin                                                              | 900.000     |
| Insgesamt                    | 7× Gold · 28× Platin ·                                                 | 7.780.000   |

Hauptartikel: 50 Cent/Auszeichnungen für Musikverkäufe